# Fred Figglehorn
Frederick "Fred" Figglehorn (estilizado en la página web y en camisetas como FЯED) es un personaje de ficción creado e interpretado por el actor estadounidense Lucas Cruikshank. Cruikshank, un adolescente de Columbus, Nebraska, creó el personaje de su canal en YouTube para compartir vídeos. Los vídeos se centran en Fred Figglehorn, un niño de 6 años de edad que vive en un hogar disfuncional y tiene "problemas de manejo de ira".

## Historia
Lucas Cruikshank presentó el personaje de Fred en un video en JKL Productions, un canal de YouTube que comenzó en YouTube con sus primos, Jon y Katie Smet, El 11 de junio de 2006. Cruikshank subió varios videos probando diferentes personajes. El primer video de Fred se subió el 30 de octubre de 2006, y se subieron algunos videos más a lo largo de 2007. El 30 de abril de 2008, estos videos se trasladaron al canal Fred, y el 1 de mayo se lanzó el primer video oficial de la serie, titulado "Fred on May Day". En abril de 2009, se convirtió en el primer de canal de YouTube en tener más de un millón de suscriptores.
Zipit Wireless Messenger (Z2) patrocinó la primera temporada de Fred, con varias ubicaciones de productos. Walden Media contrató a Cruikshank para promocionar la película City of Ember, junto con la novela de Ciencia Ficción en la que se basó, cameos de la estrella de la película Tim Robbins en episodios de Fred y un simulacro de tráiler de película.
Cruikshank hizo un cameo como Fred y él mismo en iCarly de Nickelodeon en "iMeet Fred", que se emitió originalmente el 16 de febrero de 2009. El episodio tiene a iCarly enfrentando una gran pérdida de popularidad después de que Freddie Benson criticara a Fred en el aire, lo que resultó en que Cruikshank fingiera cancela su propio programa, y los personajes organizaron un episodio cruzado entre los dos programas web para recuperar la popularidad.
En diciembre de 2009, Cruikshank firmó Fred: The Movie, que se emitió en Nickelodeon el 18 de septiembre de 2010, Nickelodeon creó una franquicia en torno el personaje, con la secuela, Fred 2: Night of the Living Fred, que se emitió el 22 de octubre de 2011. En 2012, se emitió Fred: The Show, que consta de 24 episodios de 11 minutos; una tercera película, Fred 3: Camp Fred, se estrenó ese año.
En junio de 2010, Fred apareció en la serie web Annoying Orange. En octubre y noviembre de 2011,  Ari Gold cametó en Fred como poder, de la película Adventures of Power.
El último video de la franquicia de Fed fue una aparición de Cruikshank en el vídeo "Lucas Defeats Yuksung", un episodio de "The New Fred". Cruikshank hizo una última aparición en una promoción para nueva era del canal en la que los usuarios podrían enviar sus propios vídeos antes de vender el canal, haciendo pocas apariciones a partir de entonces, El canal hizo su última carga en 2015.
En 2020, Cruikshank creó un canal de TikTok basado en Fred llamado HeyItsFred.

## Formato
Fred vive con su abuela y su madre, que es una estríper alcohólica y adicta a las drogas en recuperación. Fred ha sido víctima de abuso infantil y su padre es un ex músico de rock, y actualmente está en el corredor de la muerte en la penitenciaría estatal.
La serie utiliza una línea de tiempo flotante, lo que significa que siempre tiene lugar en el año en curso, y Fred tiene perpetuamente seis años y está en El jardín de infantes. Los videos consisten principalmente en que el personaje habla a la audiencia sobre lo que está sucediendo en su vida. Fred tiene una voz aguda y es hiperactivo, lo que se logra acelerado las imágenes. Cruikshank ha descrito el canal como "programación para niños por niños" como una parodia de personas que "piensan que todo el mundo están tan interesado en ellos". Él cree que los espectadores "aman automáticamente a Fred o automáticamente odian a Fred, no hay nada en el medio".
Antes del estreno de la segunda película, una nueva serie llamada Figgle Chat cuenta con estrellas de internet y televisión, una serie animada, ¡es Fred! se unió al canal.

## Serie Animada:FЯED
FЯED (conocida como Hey, It's Fred!) es una serie original de YouTube basada en la serie piloto. Creada y protagonizada por Lucas Cruikshank, se estrenó el 1 de mayo de 2008 y el 9 de noviembre de 2011. El 4 de agosto de 2010, reemplazaron la serie por una quinta temporada. Se estrenó el 26 de agosto de 2010 con más episodios durante 2010 y 2011. La serie se emite todos los jueves.

## Serie de televisión:Fred: The Show
En 2012, Fred se convirtió en el protagonista de su propia serie de televisión, que se elevó a la marcha entre enero y agosto de 2012. La serie recibió críticas sombrías, particularmente por la actitud molesta de Fred y su voz irritante, y las clasificaciones continuaron cayendo hasta que el programa fue eliminado, después de lo cual Cruikshank cortó los lazos con Nickelodeon, y Fred se retiró.

## Películas

### Fred: The Movie
Fred: The Movie es una película de 2010 basada en la serie de YouTube sobre Fred Figglehorn. Cuenta con Lucas Cruikshank como Fred, Pixie Lott como Judy, Jennette McCurdy como Bertha, Jake Weary como Kevin Cen, John Cena como el padre imaginario de Fred y Siobhan Fallon Hogan como la madre de Fred. Sigue al personaje mientras trata de localizar a su enamorado, Judy, después de que ella se aleje. Está escrito por David A. Goodman, dirigido por Clay Weiner y producido por Brian Robbins. El rodaje comenzó el 9 de noviembre de 2009 y terminó el 20 de diciembre de 2009. La película se estrenó en Nickelodeon el 18 de septiembre de 2010, y el DVD se lanzó el 5 de octubre de 2010, así como en medios de streaming como Netflix.

### Fred 2: Night of the Living Fred
Fred 2: Night of the Living Fred es una secuela de Fred: The Movie con temática de Halloween de 2011. Se emitió por primera vez el 22 de octubre de 2011. Después de que Fred haya roto con Judy, conoce a Talia, la hermana de Kevin Cen, y se convence de que su nuevo vecino es un vampiro. El personaje de Judy no aparece, y Jennette McCurdy fue remplazada por Daniella Monet en el papel de Bertha.

### Fred 3: Camp Fred
A finales de 2011, se anunció una tercera película de Fred. Fred 3: Camp Fred se estrenó el 28 de julio de 2012, en Nickelodeon, que también emitió Fred: The Show, una serie de 24 episodios de 11 minutos de duración, en 2012. Para el verano, Fred asiste al Campamento Iwannapeepee, donde conoce a varios personajes diferentes, y debe competir contra el campamento de Kevin Cen.